# جالتومیت
جالتومیت (نام علمی: Jaltomata) نام یک سرده از تیره بادنجانیان است.